# Веле Орјуле
Веле Орјуле је, у ствари једно острвце у Јадранском мору, површине 1,04 km², дужине 2,2 km и обалске линије 6,1 km.
Налазе се источно од острва Лошиња и острвца Трасорка, југоисточно је острвце
Мале Орјуле.
Најсевернија тачка Велих Орјула је рт Главичина.
Највиши врх је Приставица 30 m.
Западно од овог оствца је добро и заклоњено сидриште.